# Gerard Garriga
Gerard Garriga Gibert (28 de mayo de 1993 en El Morell, Tarragona) es un futbolista español que juega como mediocampista en el Auckland City de la National League neozelandesa.

## Biografía
Nació en la localidad de El Morell y de pequeño jugó en las categorías inferiores del Nàstic de Tarragona. En 2012 se trasladó a Lérida para estudiar CAFYD. Ese año debutó como futbolista en el Atlétic Alpicat de la Segunda Catalana. En el Alpicat, formó parte del equipo que consiguió la promoción a Primera Catalana en la temporada 2015-16, aunque se perdió muchos encuentros debido a una lesión de larga duración. 
En 2017, tras graduarse en CAFYD, Gerard se planteó irse de viaje a Londres a mejorar su nivel de inglés, pero Xavi Padrones, un viejo compañero suyo, le recomendó que era mejor un viaje exótico a Nueva Zelanda. Llegó a Nueva Zelanda como turista por tres meses, pero reconsideró el volver a España y decidió quedarse a vivir en un hostal un poco más de tiempo.
Tras un breve tiempo, comenzó a trabajar en una empresa de limpieza mientras empezaba a estudiar en una escuela de inglés. En diciembre de 2017, al mejorar su inglés, empezó a trabajar de camarero. 
En febrero de 2018 firmó por el Western Springs AFC de la Primera división de Nueva Zelanda, a recomendación de Albert Riera.
El 17 de octubre de 2019, firma por el Waitakere United. Se aseguró el puesto de titular habitual, marcando un total de seis goles en sus dos años en el equipo.
El 1 de marzo de 2021, regresa al Western Springs AFC debido a que el Waitakere desapareció. En su primer partido de regreso ya se había convertido en el capitán, pero tuvo que ser sustituido en el minuto 9 debido a una rotura del ligamento lateral de la rodilla. Se perdió las siguientes diez jornadas. Tras su regreso, jugó siete partidos y marcó un gol hasta que volvió a lesionarse.
El 1 de enero de 2022, firma por el Auckland City. Tras un comienzo complicado, se convirtió en titular habitual. Desde su fichaje por el Auckland ha ganado la Liga regional del norte en 3 ocasiones, la Primera división en 2 ocasiones y la Liga de Campeones de la OFC en 4 ocasiones. Gerard fue, además, el MVP de la final de 2022, en la cual marcó un gol y dio una asistencia frente al AS Vénus de la Polinesia.

## Trayectoria

### Clubes
| Club             | País          | Año             |
| ---------------- | ------------- | --------------- |
| Atlétic Alpicat  | España        | 2016-2018       |
| Western Springs  | Nueva Zelanda | 2018-2019       |
| Waitakere United | Nueva Zelanda | 2019-2021       |
| Western Springs  | Nueva Zelanda | 2021            |
| Auckland City    | Nueva Zelanda | 2022-actualidad |

### Palmarés

#### Campeonatos nacionales
| Título          | Club          | País          | Año  |
| --------------- | ------------- | ------------- | ---- |
| National League | Auckland City | Nueva Zelanda | 2022 |
| National League | Auckland City | Nueva Zelanda | 2024 |

| Título          | Club          | País          | Año  |
| --------------- | ------------- | ------------- | ---- |
| Northern League | Auckland City | Nueva Zelanda | 2022 |
| Northern League | Auckland City | Nueva Zelanda | 2023 |
| Northern League | Auckland City | Nueva Zelanda | 2024 |

| Título      | Club          | País          | Año  |
| ----------- | ------------- | ------------- | ---- |
| Chatham Cup | Auckland City | Nueva Zelanda | 2022 |

#### Campeonatos internacionales
| Título                      | Club          | País anfitrión*    | Año  |
| --------------------------- | ------------- | ------------------ | ---- |
| Liga de Campeones de la OFC | Auckland City | Nueva Zelanda      | 2022 |
| Liga de Campeones de la OFC | Auckland City | Vanuatu            | 2023 |
| Liga de Campeones de la OFC | Auckland City | Polinesia Francesa | 2024 |
| Liga de Campeones de la OFC | Auckland City | Islas Salomón      | 2025 |

(*) Incluye territorios de ultramar

### Distinciones individuales
| Distinción                                          | Año  |
| --------------------------------------------------- | ---- |
| MVP de la final de la Champions OFC (Auckland City) | 2022 |